# Иван Панев
 За българския актьор вижте Иван Панев (актьор).  
Иван Димитров Панев е български политик от Българската комунистическа партия (БКП). Той е последователно кмет на Пловдив (1965 – 1968), кмет на София (1971 – 1977) и член на Политбюро (1988 – 1989).

## Биография
Иван Панев е роден на 15 декември 1933 г. в Пловдив. Член на РМС от 1947 г. и на БКП от 1957 г. През 1956 г. завършва Висшия икономически институт „Карл Маркс“ в София.
Секретар и първи секретар на Градския комитет на ДКМС в Пловдив, после и първи секретар на ЦК на ДКМС. От 1965 г. е член на Бюрото на Окръжния комитет на БКП в Пловдив.
Кмет на Пловдив (1965 – 1968). Между 1968 и 1971 г. е първи секретар на ЦК на ДКМС и председател на Комитета за младежта и спорта.
Иван Панев е кмет на София (председател на Столичния градски народен съвет) от 12 ноември 1971 до 5 декември 1977 година. Най-мащабните общински проекти по това време са изграждането на големите жилищни комплекси „Люлин“ и „Младост“ и свързаната с тях инфраструктура, включително разширяването на днешния булевард Цариградско шосе, както и строежа на съвременната сграда на Централна гара.
През 1977 г. става първи секретар на Окръжния комитет на БКП в Пловдив. От 1987 г. е първи секретар на Градския комитет на БКП в София. От 1966 до 1971 г. е кандидат-член на ЦК на БКП, а от 1971 до 1988 и член на ЦК на БКП. През декември 1988 г. е избран за член на Политбюро на ЦК на БКП. Член е на Държавния съвет на Народна република България от 1986 до 1989 г.
Носител на 2 ордена „Георги Димитров“ и на орден „13 века България“.
Иван Панев умира на 16 септември 1990 година в Пловдив.